# Franco Orozco
Franco Orozco (Buenos Aires, 9 gennaio 2002) è un calciatore argentino, attaccante del Lanús.

## Caratteristiche tecniche
È un'ala sinistra.

## Carriera

### Club
Cresciuto nel settore giovanile del Lanús, esordisce in prima squadra il 28 ottobre 2020 giocando da titolare l'incontro di Coppa Sudamericana vinto 3-2 contro il San Paolo.

### Nazionale
Ha giocato nella nazionale argentina Under-17, con la quale nel 2019 ha partecipato ai Mondiali di categoria.

## Statistiche

### Presenze e reti nei club
Statistiche aggiornate al 14 maggio 2025.
| Stagione                      | Squadra                       | Campionato                    | Campionato | Campionato | Coppe nazionali | Coppe nazionali | Coppe nazionali | Coppe continentali | Coppe continentali | Coppe continentali | Altre coppe | Altre coppe | Altre coppe | Totale | Totale |
| Stagione                      | Squadra                       | Comp                          | Pres       | Reti       | Comp            | Pres            | Reti            | Comp               | Pres               | Reti               | Comp        | Pres        | Reti        | Pres   | Reti   |
| ----------------------------- | ----------------------------- | ----------------------------- | ---------- | ---------- | --------------- | --------------- | --------------- | ------------------ | ------------------ | ------------------ | ----------- | ----------- | ----------- | ------ | ------ |
| 2019-2020                     | Lanús                         | PD                            | 0          | 0          | CA+CdS+CM       | 2+0+9           | 1+0+3           | CS                 | 5                  | 2                  | -           | -           | -           | 16     | 6      |
| 2021                          | Lanús                         | PD                            | 6          | 0          | CA+CdL          | 0+8             | 0               | CS                 | 5                  | 0                  | -           | -           | -           | 19     | 0      |
| 2022                          | Lanús                         | PD                            | 23         | 1          | CA+CdL          | 2+4             | 2+0             | CS                 | 2                  | 0                  | -           | -           | -           | 31     | 3      |
| 2023                          | Lanús                         | PD                            | 23         | 4          | CA+CdL          | 2+4             | 0               | -                  | -                  | -                  | -           | -           | -           | 29     | 4      |
| feb.-giu. 2024                | Kryl'ja Sovetov Samara        | PL                            | 12         | 1          | CR              | 0               | 0               | -                  | -                  | -                  | -           | -           | -           | 12     | 1      |
| 2024-gen. 2025                | Kryl'ja Sovetov Samara        | PL                            | 10         | 3          | CR              | 5               | 0               | -                  | -                  | -                  | -           | -           | -           | 15     | 3      |
| Totale Kryl'ja Sovetov Samara | Totale Kryl'ja Sovetov Samara | Totale Kryl'ja Sovetov Samara | 22         | 4          |                 | 5               | 0               |                    | -                  | -                  |             | -           | -           | 27     | 4      |
| 2025                          | Lanús                         | PD                            | 6          | 0          | CA              | 1               | 1               | CS                 | 3                  | 1                  | -           | -           | -           | 10     | 2      |
| Totale Lanús                  | Totale Lanús                  | Totale Lanús                  | 58         | 5          |                 | 32              | 7               |                    | 15                 | 3                  |             | -           | -           | 105    | 15     |
| Totale carriera               | Totale carriera               | Totale carriera               | 80         | 9          |                 | 37              | 7               |                    | 15                 | 3                  |             | -           | -           | 132    | 19     |

## Palmarès

### Nazionale
- Campionato sudamericano Under-17: 1

Perù 2019